# Chambre de commerce et d'industrie de Narbonne - Lézignan-Corbières et Port-la-Nouvelle
La chambre de commerce et d'industrie de Narbonne - Lézignan-Corbières et Port-la-Nouvelle est l'une des deux anciennes CCI du département de l’Aude. Son siège était à Narbonne au 1, avenue du Forum.
Elle fait partie de la chambre régionale de commerce et d'industrie d'Occitanie.
Depuis 2016, après sa fusion avec la Chambre de commerce et d'industrie de Carcassonne, elle a pris le nom de Chambre de Commerce et d'industrie de l'Aude.

## Missions
À ce titre, elle est un organisme chargé de représenter les intérêts de 5700 entreprises commerciales, industrielles et de service d'une partie de l’Aude et de leur apporter certains services. C'est un établissement public qui gère en outre des équipements au profit de ces entreprises.
Comme toutes les CCI, elle est placée sous la tutelle du préfet du département représentant le ministère chargé de l'industrie et le ministère chargé des PME, du Commerce et de l'Artisanat.

### Service aux entreprises
- Centre de formalités des entreprises
- Assistance technique au commerce
- Assistance technique à l'industrie
- Assistance technique aux entreprises de service
- Point A (apprentissage)
- Participation entre autres de la CCIN aux filières logistique, vinicole...

### Gestion d'équipements
- Port de commerce de Port-la-Nouvelle de 1995 à 2016.
- Port fluvial de Port-la-Robine ;
- CroixSud ;
- Promotrice de la Plate-forme d'Initiative Locale.

### Centres de formation
- Centre de formation de la CCI de Narbonne, Lézignan-Corbières et Port la Nouvelle.

## Historique
- 9 juillet 1870 : Création de la chambre par décret impérial.
- 1872 : Election du premier président de la chambre : Charles de Stadieu.
- 1997-2008 : Léon Pujau, Président de la chambre.
- 2008-2016 : Bernard Ballester, Président de la chambre.

## Pour approfondir